# Martin Laurinc
Martin Laurinc (* 4. ledna 1978, Banská Bystrica) je slovenský fotbalový obránce, v současnosti působící v ŠK Tvrdošín.

## Fotbalová kariéra
Svoji fotbalovou začal v FK Dukla Banská Bystrica. Mezi jeho další angažmá patří: MFK Ružomberok, MŠK Žilina, SK Dynamo České Budějovice, FK Senica, FK LAFC Lučenec, TJ Baník Ružiná a ŠK Tvrdošín.